# Список керівників держав 680 року
Список керівників держав 679 року — 680 рік — Список керівників держав 681 року — Список керівників держав за роками

## Європа
- Арморика — король Алан II (? — 690)
- Британські острови:
  - Бріхейніог та Дівед — король Катен ап Гуліден (670–690)
  - Вессекс — король Кентвін (676–685)
  - Галвідел — король Мерфін Великий (бл. 655–682)
  - Гвент — король Атруїс II ап Фарнвайл (665–685)
  - Гвінед — король Кадваладр ап Кадваллон (655–682)
  - Дал Ріада — правили два брати король Мел-Дуїн мак Конайлл (673—689) та король Домналл II Дон (673–696)
  - Думнонія — король Донарт ап Кулмін (661–700)
  - Ессекс — король Сігхер (664–683, 687–689), боровся проти короля Себбі (664–695)
  - Кент — король Глотгер (673–685)
  - Мерсія — король Етельред I (675–704)
  - Нортумбрія — король Егфріт (670–685)
  - Королівство піктів — король Бруде III (672–693)
  - Королівство Повіс — король Гуілог ап Белі (665–710)
  - Стратклайд (Альт Клуіт) — король Елвін (658–693)
  - Східна Англія — король Ельдвульф (664–713)
  - Гвікке — король Осгер (679–704)
- Вестготське королівство — король Вамба (672–680), його змінив король Ервіг (680–687)
- Візантійська імперія — імператор Костянтин IV (668—685)
  - Неаполітанський дукат — дука Цезарій I (677–684)
  - Равеннський екзархат — екзарх Феодор II (678–687)
- Волзька Булгарія — хан Котраг (668 — бл. 710)
- Домнонія — король Варох (667–692)
- Ірландія — верховний король Фінснехта Фледах (675–695)
  - Айлех — король Маел Дуйн мак Маеле Фітріх (668–681)
  - Коннахт — король Кенн Фелад мак Коллген Кенн Фаелад (668–682)
  - Ленстер — король Фіаннамайл мак Меле Туйле (656–680), його змінив король Бран Мут мак Конайл (680–693)
  - Манстер — король Фінгуне мак Катал (678–696)
  - Улад — король Фергюс мак Аеден (674–692)
- Королівство лангобардів — король Перктаріт (661–662, 671–688)
  - Герцогство Беневентське— герцог Грімоальд II (677–680), його змінив брат герцог Гізульф I (680–706)
  - Герцогство Сполетське — герцог Тразімунд I Сполетський (665–703)
  - Герцогство Фріульське — герцог Ландарій (678 — ?)
- Перше Болгарське царство — хан Аспарух (668–700)
- Святий Престол — папа римський Святий Агафон (678–681)
- Сербія — жупан Селемір (бл. 660 — бл. 680), його змінив син жупан Владін (бл. 680 — бл. 700)
- Франкське королівство — король Теодоріх III (679–690/691)
  - Австразія —
    - мажордом Вульфоальд (662–680), його змінив мажордом Піпін Герістальський (680–714)

  - Аквітанія та Герцогство Васконія — герцог Луп I (бл. 670 — бл. 688)
  - Баварія — герцог Теодон I (640 — бл. 680), його змінив герцог Лантперт (680), після нього правив герцог Теодон II (680–716)
  - Бургундія та Нейстрія
    - мажордом Еброін (658—673, 675—680), його змінив мажордом Вараттон (680—682, 682—686)

  - Тюрингія — герцог Хеден I (бл. 642 — бл. 687)
- Фризія — король Альдгісл I (? — 680), його змінив король Радбод (680—719)
- Хозарський каганат — каган Кабан (668—690)
- Швеція — конунг Івар Широкі Обійми (бл. 655 — бл. 695)

## Азія
- Абазгія — князь Дмитрій I (бл. 660 — бл. 680), його змінив князь Констянтин I (бл. 680 — бл. 710)
- Вірменське князівство — ішхан Григорій I Маміконян (662–685)
- Диньяваді (династія Сур'я) — раджа Сур'я Яган Тха (670–686)
- Західно-тюркський каганат — каган Ашина Юанькін (667—692)
- Індія:
  - Бадамі— Західні Чалук'я — махараджахіраджа Вінаядітья I (678–696)
  - Венгі— Східні Чалук'я — спільно правили махараджа Шрішрая Шіладітья (673–705), та махараджа Вішнувардхана II  (673–682)
  - Західні Ганги — магараджа Швімара I (679–726)
  - Камарупа — цар Саластхамба (650–670), його змінив цар Віджая (670–725)
  - Кашмір — махараджа Пратападітія (бл. 661 — бл. 711)
  - Династія Паллавів  — махараджахіраджа Парамешвара-варман I (670–695)
  - Держава Пандья — раджа Арікесарі Мараварман (670–710)
  - Раджарата — раджа Аггабодхі IV (673–689)
  - Хагда — раджа Раябхата (673–690)
- Кавказька Албанія — князь Вараз-Трдат I (670–705)
- Картлі та Кахетія — князь Адарнасе II (650–684)
- Китай:
  - Бохай — ван Те Чо Йон (669–698)
  - Наньчжао — ван Мен Лошен (674–712)
  - Династія Тан — імператор Гао-цзун (Лі Чжи) (649–683)
- Корея:
  - Сілла — ван Мунму (661–681)
- Лазіка — князь Барнук II (675–691)
- Омеядський халіфат — халіф Муавія (661–680), його змінив халіф Язид I ібн Муавія (680–683)
- Паган — король Пеіт Тонг (660–710)
- Персія:
  - Гілян (династія Дабюїдів) — іспахбад Фарукхан Великий (676–728)
  - Табаристан (династія Баванді) — іспахбад Бав (665–680), його змінив іспахбад Сорхаб I (680–728)
- Королівство Сунда — король Тарусбава (669–723)
- Тао-Кларджеті — князь Варазбакур (678–705)
- Тибетська імперія — Дудсрон (676—704)
- Чампа — князь Вікрантаварман I (бл. 653 — бл. 686)
- Ченла — раджа Джаяварман I (657–681)
- Імперія Шривіджая — князь Дапунта Шрі Джаянаса (670–702)
- Японія — імператор Темму (672–686)

## Африка
- Іфрикія — намісник Абу аль-Мухаджір Дінар (675–681)
- Аксумське царство — Дегна Мікаел (663—689)
- Африканський екзархат Візантійської імперії — до 698 невідомі
- Праведний халіфат — Муавія I (661—680); Язид I ібн Муавія (680—683)

## Північна Америка
- Цивілізація Мая:
  - Дос-Пілас — цар Б'алах Чан К'авіль (629–692)
  - Канульське царство — священний владика Йукно'м Ч'еен II (636–686)
  - Караколь — цар Как-Ухоль-Кініч II (658–680)
  - Копан — цар К'ак'-Уті-Віц'-К'авіль (628–695)
  - Паленке — цар К'ініч Ханааб Пакаль I (615–683)
  - Тікаль — цар Нун-Холь-Чак I (бл. 649–657, 670–682)
  - Яшчилан — божественний цар Яшун-Балам III (628–681)